# Biełosława
Biełosława (bułg. Белослава) – bułgarska księżniczka, córka Iwana Asena II, królowa-małżonka Serbii w latach 1234–1243, żona Stefana Władysława.

## Życiorys
Była córką bułgarskiego cara Iwana Asena II i jego pierwszej żony Anny. Możliwe, że Biełosława i jej siostra Maria były nieślubnymi dziećmi Iwana Asena, ponieważ Bułgarski Kościół Prawosławny nie uznał małżeństwa cara z Anną.
Po bitwie pod Kłokotnicą Bułgaria stała się najważniejszą siłą polityczną na Bałkanach. Biełosława została wydana za serbskiego księcia Stefana Władysława, a aranżerem związku był wuj księcia, Rastko Nemanjić. Celem było zapewnienie pokoju między Królestwem Serbii a Carstwem Bułgarii. W 1234 Nemanjić, wspomagany przez Bułgarów, przeprowadził zamach stanu. Obalił Stefana Radosława, zięcia i protegowanego despoty Teodora Angelosa Dukasa Komnena, i zastąpił go Stefanem Władysławem. Biełosława została królową-małżonką Serbii.
W 1243 Stefan Władysław został obalony przez młodszego brata Stefana Urosza I, a Biełosława uciekła do Ragusy. Nowy serbski król chciał objąć królową ścisłą kontrolą. W odpowiedzi otrzymał pisemną przysięgę, że Biełosława nie wróci do Serbii. Po negocjacjach Stefan Władysław zrzekł się korony, a Stefan Urosz pozwolił mu rządzić Królestwem Zetą. Wkrótce potem Biełosława dołączyła do męża. Oboje zachowali tytuły królewskie.
Biełosława i Stefan Władysław mieli troje dzieci: Stefana, Desa Župana oraz nieznaną z imienia córkę, która poślubiła bałkańskiego szlachcica.